# Viveros
Viveros község Spanyolországban, Albacete tartományban. Lakosainak száma 305 fő (2024).

## Földrajza
Viveros Alcaraz, El Bonillo, El Ballestero és Robledo községekkel határos.

## Népesség
A település lakosságának változását az alábbi diagram mutatja:
| Lakosok száma | 520  | 485  | 459  | 395  | 379  | 310  | 337  | 337  | 328  | 305  |
|               | 2001 | 2004 | 2006 | 2009 | 2011 | 2014 | 2016 | 2019 | 2021 | 2024 |